# 查密莉雅
《查密莉雅》（羅馬化：Jamila）是前苏联吉尔吉斯斯坦作家钦吉斯·艾特玛托夫的中篇小说，作于1958年。这部小说当年发表后，艾特玛托夫开始成名，也因此成为他最早的代表作。作者还有其他的代表作如:中短篇小说集《草原和群山的故事》（1962年）、中篇小说《永别了，吉利萨雷》（1966年）、《白轮船》（1970年）、《花狗崖》（1977年）、长篇小说《一日长于百年》（1980年，又名《风雪小站》）等。

## 故事梗概
《查密莉雅》讲述的是“我”——一个画家——少年时代的一个故事。蘇德戰爭期间，“我”（书中名叫谢依特）的父亲是个老木匠，母亲操持家里的几乎所有家务，两个哥哥还未结婚便上了前线，家里只有母亲、一个妹妹和十四五岁的“我”。
“我”们的家在吉尔吉斯坦的库尔库列乌河河畔的草原上，实行集体化以后，父亲又娶了同族里的一个寡妇，于是有了一个“小房”，两房一起过日子。小房的两个儿子也上了战场，只剩下大儿子萨特克的妻子查密莉雅和她的婆婆。
整个故事是通过“我”的视角围绕嫂子查密莉雅的情感故事展开的。
查密莉雅是个热情、活泼、热爱生活、追求自然的姑娘，在草原的所有姑娘中别有一番动人的风情。“我”一直把自己当做保卫她的骑士，对于嫂子有一种非常纯粹的热爱，驱赶那些围绕着她的怀有恶意的目光。
而传统的家庭生活使查密莉雅不免有些失落，丈夫从前线寄来的信中总是缺乏一种自然迸发的热情和她所期待的热烈，但尽管如此，她依然在等待。
直到一个名叫丹尼亚尔的退伍士兵的出现。丹尼亚尔从小在草原上流浪，曾经越过峡谷去了哈萨克草原，又辗转求生经历过很多磨难。他负伤之后回到了家乡——查密莉雅生活的这个草原。
故事从队长派查密莉雅、我和丹尼亚尔一同运送粮食到车站去支援前线开始，发生了转变。
我和查密莉雅本想和孤僻、沉默、让人捉摸不透的丹尼亚尔开一个小小的玩笑，不料丹尼亚尔对这个玩笑十分认真，忍着伤痛完成了自己的运送任务，让我们羞愧难当。在三人一同回村庄的路上，丹尼亚尔在查密莉雅不断要求下，在月光朦胧的草原上高唱民谣。他的歌声高扬、辽阔、饱含感情，充满了对生活的热爱，对生命的珍惜和对大地的赞颂，震撼了“我”，也震撼了查密莉雅。
查密莉雅和丹尼亚尔互相之间渐渐产生一种朦胧的爱情，但两人又同时有羞涩和不安。而我，一反之前的“保卫嫂子”的心态，竟然被丹尼亚尔的辽阔的歌声和强烈的情感所打动，不自觉地去祝福他们，并画下了自己有生以来第一幅“有内容”的画——查密莉雅和丹尼亚尔在苍茫的草原上并肩而坐。
这样的爱情，在草原人们传统的生活里是不被接受的，两个人被指责，而我的一家也因此陷入不好的名声。最终，在我从画画学校回家的途中，在草原上，看到了查密莉雅和丹尼亚尔携手离开了村庄，走向了草原的远方。